# Scooby Doo (lik)
Scooby Doo glavni je lik iz serije serijala i filmova Scooby Doo. Najbolji mu je prijatelj Shaggy i kao i on voli jesti i strašljiv je. Scooby je njemačka doga, smeđi pas s crnim mrljama. Nosi plavu ogrlicu s ugraviranim inicijalima SD. Kao i ostali iz ekipe živi u gradu Coolsvilleu. Na kraju svake epizode obično kaže: Scooby Dooby Doo. Kako bi ga ohrabrili, često mu daju Scooby kekse.
U izvornoj inačici glas su mu posuđivali Don Messick (1969. – 1997.), Hadley Kay (1997.), Scott Innes (1998. – 2001.), Neil Fanning (2002. i 2004.) i Frank Welker (2002. – danas), a u hrvatskoj sinkronizaciji Vlado Kovačić (1995. – 1997.), Siniša Popović (1999. – 2002., 2005.), Luka Peroš (2004., 2006.) i Boris Barberić (2020.).

## Obitelj
- Scrappy Doo, Scoobyjev nećak
- Scooby Dum, Scoobyjev rođak
- Yabba Doo, Scoobyjev brat
- Ruby Doo, Scoobyjeva sestra i Scrappyjeva majka
- Mumsy i Dada Doo, Scoobyjevi roditelji
- Scooby Dee, Scoobyjeva rođakinja
- Dixie Doo, Scoobyjeva sestrična
- Grandpa Scooby, Scoobyjev djed
- Dooby Doo, Scoobyjev rođak, pjevač
- Great-Grandpa Scooby, Scoobyjev pradjed
- Whoopsy Doo, Scoobyjev bratić
- Howdy Doo, Scoobyjev brat
- Skippy Doo, Scoobyjev brat
- Horton Doo, Scoobyjev ujak, zanima se za čudovišta i prirodu

## Zaljubljivanja
- Amber: U animiranom filmu Scooby Doo i napadači iz svemira zaljubi se u Crystalina psa, Amber. Kad sazna da je ona vanzemaljka, pati neko vrijeme.